# Poison Idea
I Poison Idea, spesso abbreviati in PI, sono un gruppo hardcore punk statunitense, formato a Portland, in Oregon.

## Storia del gruppo
I Poison Idea sono stati formati nel 1980 dal cantante Jerry A. (conosciuto anche come Jerry Lang). La formazione iniziale consistiteva in Jerry A., Chris Tense (chitarra), di Glen Estes (basso) e Dean Johnson (batteria). Ispirati dai Black Flag e da altre band pioniere dell'hardcore del sud della California come i The Germs e dai britannici Discharge.
Poco dopo l'uscita del primo EP, Chris Tense lascia la band e viene sostituito da Tom "Pig Champion" Robert, per poi ritornare al basso al posto di Glen Estes.
Dopo la pubblicazione di Kings of Punk, la band ha visto susseguirsi repentini cambiamenti di formazione che durarono da Feel The Darkness fino ad oggi.
I Poison Idea sono stati citati come ispirazione da band ed artisti come Turbonegro, Pantera, Machine Head, Bård Faust degli Emperor e Nirvana.
Il 31 gennaio 2006, il chitarrista membro fondatore della band, Thomas "Pig Champion" Robert, è morto nella sua casa di Portland per cause naturali, prima dell'uscita dell'album Latest Will and Testament, nome scelto personalmente da Tom prima di morire.

## Discografia

### Album in studio
- 1986 - Kings of Punk
- 1987 - War All Time
- 1990 - Feel the Darkness
- 1992 - Pajama Party
- 1992 - Blank Blackout Vacant
- 1993 - Your Choice Live Series
- 1993 - We Must Burn
- 1994 - The Early Years
- 2006 - Latest Will and Testament

### Live
- 1991 - Dutch Courage

### Raccolte
- 2000 - The Best of Poison Idea

### EP
- 1982 - Darby Crash Rides Again
- 1983 - Pick Your King
- 1984 - Record Collectors Are Pretentious Assholes
- 1988 - Filthkick
- 1988 - Getting the Fear
- 1989 - Darby Crash Rides Again
- 1989 - Ian MacKaye
- 1989 - Picture Disc
- 1990 - Discontent
- 1991 - Punish Me
- 1991 - Live in Vienna
- 1991 - Official Bootleg
- 1994 - Religion and Politics Part I & II
- 1998 - Learning to Scream
- 2007 - Bipolar Hardcore split with Kill Your Idols